# Yekaterina Kalinchuk
Ekaterina Kalinchuk (Sovetsk (óblast de Tula), Rusia, 2 de diciembre de 1922-Moscú, 13 de julio de 1997) fue una gimnasta artística soviética, doble campeona olímpica en Helsinki 1952.

## Carrera deportiva
En las Olimpiadas celebradas en Helsinki en 1952 obtuvo dos medallas de oro: en salto de potro y equipos, por delante de las húngaras y checoslovacas; también ganó la plata en el concurso de equipos con aparatos (una modalidad similar a la gimnasia rítmica actual), tras las suecas y por delante de las húngaras.